# 小行星4674
小行星4674（英語：4674 Pauling）是一颗围绕太阳公转的小行星。1989年5月2日，埃莉諾·赫琳在帕洛马山发现了此天体。
这颗小行星的绝对星等为239.8106429752814等。